# الجبهة العالمية للجهاد ضد اليهود والصليبين
الجبهة العالمية للجهاد ضد اليهود والصليبين هي جبهة اسسها أسامة بن لادن وأيمن الظواهري في عام 1998 لمحاربة اليهود والصليبيين حول العالم.
صرح بن لادن عام 1998 عبر بيان الجبهة  «لو استطاع أحد قتل أي جندي أميركي، فهو خير له من تضييع الوقت في أمور أخرى». في فبراير 1998 أعلنت الجبهة نيتها عن مهاجمة الأميركان وحلفائهم، بما في ذلك  في أي مكان في العالم، ردا على احتلال الولايات المتحدة للجزيرة العربية عن طريق قواعدها العسكرية.